# Habitatge al carrer Santa Eulàlia, 106 (l'Hospitalet de Llobregat)
L'Habitatge al carrer Santa Eulàlia, 106 és una obra noucentista de l'Hospitalet de Llobregat (Barcelonès) inclosa a l'Inventari del Patrimoni Arquitectònic de Catalunya.

## Descripció
Edifici entre mitgeres de planta baixa, dos pisos i terrat. A la planta baixa s'obren una porteria i aparadors de botiga. El primer i segon pis són similars: quatre portes allindades donen pas a un balcó corregut amb la barana de ferro; les llindes estan decorades amb un medalló i unes garlandes. El parament imita carreus de textura rugosa. La barana del terrat és de pedra calada fent una sanefa i al centre hi ja un frontó trilobulat, amb una palmeta a la part superior i una cartela al centre.